# Mutant Mudds
Mutant Mudds es un videojuego de plataformas desarrollado por Renegade Kid. El juego fue lanzado por primera vez para Nintendo 3DS en 2012 y posteriormente a Microsoft Windows y a IOS en ese mismo año. Una versión mejorada del juego, titulada Mutant Mudds Deluxe, fue lanzado en 2013 para Wii U y Microsoft Windows.
En 2016, su secuela, Mutant Mudds Super Challenge, fue lanzado para Wii U, Nintendo 3DS, PlayStation 4, PlayStation Vita y Microsoft Windows

## Modo de Juego
El jugador utiliza el botón A para saltar una vez, y volviendo a pulsar ese botón, en el aire, hace que el personaje flote durante varios segundos. El jugador también puede disparar con el botón Y. A la mayoría de los enemigos en el juego, se les debe disparar varias veces para eliminarlos. Mientras que esté de pie sobre una plataforma de lanzamiento de naranja, pulsar A le hará un salto le enviará a un segundo plano, o a un primer plano. El modo de juego sigue siendo igual la misma, ya que esto es principalmente para hacer uso de las capacidades 3D de la 3DS. Al comienzo de cada nivel, a Max se le da munición ilimitada y tres corazones. El personaje perderá un solo corazón cada vez que se encuentra con un enemigo o cualquier obstáculo que le cause daño. Algunos obstáculos, sin embargo, al igual que los picos y la lava, le quitan los 3 corazones de golpe. En cada nivel hay 100 diamantes de oro, que se pueden recolectar. También hay un límite de tiempo de cuatro minutos (solo en la versión de 3DS) que matará jugador si el nivel no lo completa en ese momento.

## Historia
El juego comienza con una escena corta. Muestra a dos personas, una de ellas, Max, el protagonista, sentado en una pequeña sala de estar y jugando a un videojuego, hasta que un gran meteorito le golpea de repente. La escena se desvanece, a continuación, muestra una estación de noticias en la televisión de informes sobre una invasión "fangosa", y equipado con una pistola de agua y un jetpack, Max va a parar a los mutantes no mucho después. La leyenda dice que los diamantes de oro son capaces de eliminar cualquier tipo de suciedad o barro, y que la recopilación de todos ellos se librará de los mutantes para siempre. Después de eso, el jugador se ve inmerso de inmediato en el nivel de tutorial, donde se aprende los controles.

## Desarrollo
Mutant Mudds fue desarrollado y publicado por Renegade Kid, conocido por sus shooters en primera persona y la serie Dementium en la Nintendo DS. Mutant Mudds fue exhibido por primera vez en el E3 de 2009 por el cofundador del desarrollador Jools Watsham. El juego fue originalmente titulada "Maximillian & The Rise of the Mutant Mudds" y se planeó como un shooter en tercera persona para su salida en el DS. 
Mutant Mudds se introdujo de nuevo justo antes de la E3 2011, en un formato de desplazamiento lateral vuelto a trabajar, 2D para la 3DS. El diseño del juego fue la intención de parecerse juegos de las épocas de 8 bits y 16 bits, promovido por Renegade Kid como un juego de plataformas "16-bit". Fue inspirada específicamente por una serie de plataformas anteriores como Super Mario World. Mudds mutantes fue creado por solo tres personas: Watsham, Mateo Gambrell y Troupe Gammage. Watsham era artista principal del juego y diseñador. Gambrell manejaba la programación del juego. Gammage compuso 21 pistas musicales del juego.
Mutant Mudds originalmente iba a ser lanzado en diciembre de 2011, pero se retrasó debido al proceso de aprobación de Nintendo y los días festivos. El juego fue lanzado oficialmente en la versión norteamericana de la tienda virtual de Nintendo el 26 de enero de 2012. Renegade Kid estaba muy satisfecho con el producto terminado y su recepción. El juego se puso a disposición para su compra en América del Norte desde la tienda virtual de Nintendo el 26 de enero de 2012, y el 21 de junio de 2012 en Europa. Una versión para Microsoft Windows que contiene el contenido adicional salió el 30 de agosto de 2012.